# Anton Detlev Jenner
Anton Detlev Jenner (* um 1690 in Braunschweig; † 26. Juni 1732 ebenda) war ein deutscher Bildhauer und Bildschnitzer des Barock. Er gilt als bedeutendster Braunschweiger Bildhauer in der ersten Hälfte des 18. Jahrhunderts. Neben seinen drei kunsthistorisch bedeutenden Hochaltären für Braunschweiger Kirchen schuf er weitere Kunstwerke an Bauwerken, Grabmälern und kleineren Arbeiten.

## Leben
Jenner wurde um 1690 im Braunschweigischen geboren. Er erhielt am 9. Oktober 1720 das Bürgerrecht der Stadt Braunschweig, hielt sich aber sicherlich bereits zuvor in der Stadt auf. Er heiratete gegen 1724 Anna Elenore Seeliger, die ihm zwei Töchter und einen Sohn Phillipp Gottfried (1724–1773) gebar, der später als Bildhauer in Potsdam wirkte und 1773 in Braunschweig verstarb.
Er schuf als sein erstes Werk 1709 die Schranke vor dem Laienaltar in der Brüdernkirche. Er war für bürgerliche und kirchliche Auftraggeber tätig und nachweislich bereits seit 1714 für den herzoglichen Hof in Braunschweig. Neben den barocken Hochaltären für mehrere Braunschweiger Kirchen (s. Werke) schuf Jenner Torgiebel, Treppengeländer, Chorschranken und Grabdenkmäler. Letztere wurden oftmals durch Porträts ergänzt, die der Bildnismaler Christoph Bernhard Francke († 1729) schuf.
Jenner starb 1732 in Braunschweig und wurde auf dem dortigen Magnifriedhof beigesetzt.

## Werke

### Hochaltäre in Braunschweig
Jenner führte in Braunschweig drei Hochaltäre aus. Das Hauptwerk befindet sich in der Martinikirche. Allen drei Altären ist das von Jenner gearbeitete typisch gearbeitete Bandelwerk und die Zweigeschossigkeit gemeinsam.

### Martinikirche
Jenners Hauptwerk ist der zwischen 1722 und 1725 aus Alabaster aus Nordhausen im Harz mit einer Hinterfütterung aus Elmkalkstein geschaffene, doppelgeschossige und vollständig erhaltene Hochaltar in der Martinikirche. Er besitzt zwei seitliche Durchgänge. Zu beiden Seiten des unteren Abendmahlsreliefs im Mittelfeld befinden sich nahezu lebensgroße Figuren des Moses mit Stab und Gesetzestafeln und des Jesaja mit Spruchband. Im oberen Mittelfeld ist der Gekreuzigte mit den vier Evangelisten dargestellt. Oberhalb befindet sich eine Auferstehungsszene. Weitere kleine flache Reliefs am Untergeschossgebälk zeigen Szenen aus dem Alten Testament, so die Opferung Isaaks, die Eherne Schlange und Jakob erhält Josefs blutiges Gewand. Die Säulen sind im ionischen Stil ausgebildet und mit Rundbögen verbunden.
Jenner hatte sich mit seinem ganzen Vermögen verpflichtet, den Hochaltar herzustellen, was in jener Zeit eine durchaus übliche Vertragskondition war. Für das Gesamtwerk waren 2.000 Taler vereinbart. Nach Fertigstellung des ersten Geschosses sollte er 500 Taler erhalten und den Rest nach Fertigstellung und Abnahme. Er hatte sich bei den Kosten geirrt und musste eine Mehrforderung von 500 Talern stellen, von denen ihm wenigstens 200 Taler nachträglich bewilligt wurden. Dies verzögerte die Fertigstellung, weil Jenner die Steinmaterialien, Arbeitslöhne und Fuhrkosten vorausbezahlen musste und in Geldnöten schwebte, deshalb konnte das Werk erst verspätet am 2. Februar 1725 eingeweiht werden.

### Braunschweiger Dom
Der barocke Hochaltar im Braunschweiger Dom entstand in den Jahren 1727 und 1728 aus Holz. Seine Gesamtanlage gleicht der in der Martinikirche. Auf den Gebälkecken standen von links, die Tugend der Hoffnung mit Anker, Johannes der Täufer mit Lamm, Moses mit den Gesetzestafeln, Aaron in priesterlichem Gewand und die Tugend des Glaubens mit Kreuz. Die Bilder waren von Johann Luhn und Magnus de Quitter. Die Säulenstellung war über Eck und dadurch entstand ein verkröpftes Gebälk, das vor- und zurückspringt. Dadurch entstehen tiefergelegte Bildwände, die tiefer als die Durchgänge liegen. Die knienden Engel stammten nicht von Jenner. Der Altar wurde zwischen 1886 und 1896 bei der Erneuerung des Dominneren abgebrochen. Teile sind im Braunschweigischen Landesmuseum ausgestellt.

### Magnikirche

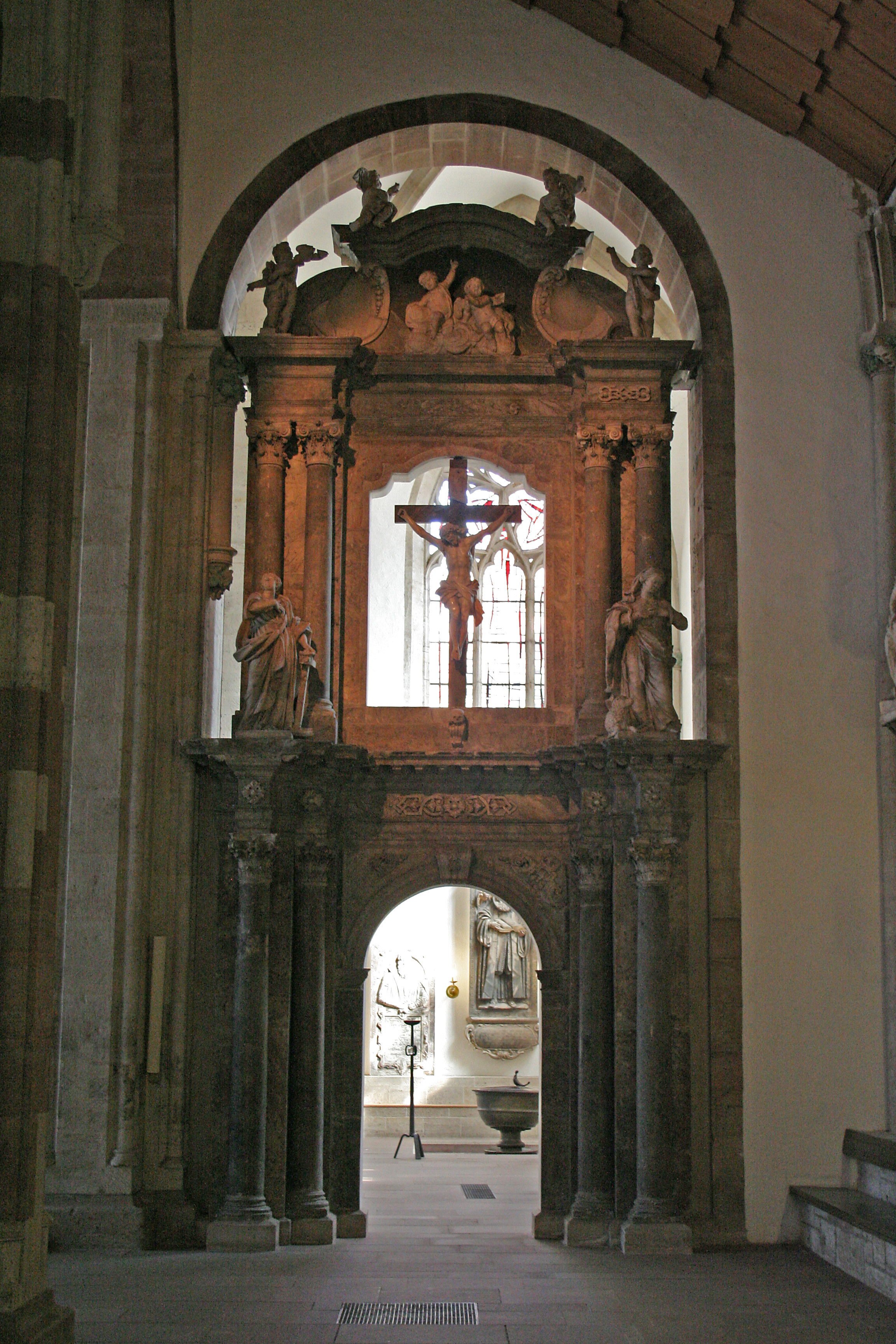
Hochaltar in der Magnikirche

Der aus Alabaster entstandene Hochaltar für die Magnikirche wurde 1730 begonnen. Die Mitte des Altars war wie bei den beiden anderen Altären in gleicher Breite zweigeschossig, das zweite Geschoss allerdings niedriger ausgebildet. Das Hauptgeschoss mit dem Hochrelief mit Ölbergszene ist mit zwei Engeln ausgestattet. Das Obergeschoss zeigte den Gekreuzigten, die Tugend der Hoffnung mit Anker und die Geduld mit Lamm, sowie vier auf dem Gebälk sitzende Engel.
Der Altar kostete insgesamt 1.640 Taler. Jenner erhielt am 4. Dezember 1730 für Baustoffe zum neuen Altarbau 400 Taler und am 15. Oktober und des Weiteren am 14. November jeweils 100 Taler ausbezahlt. Erhalten ist ferner, dass Jenner mit Bildhauer Johann Erhard Beyer aus Blankenburg einen Liefervertrag über drei Werkstücke mit je 18,5, 16 und 12 Zentnern Gewicht aus Alabaster aus Rübeland im Südharz abgeschlossen hatte. Jenner hatte etwa die Hälfte der Figuren geschaffen, die anderen sind wohl Matthäus Heinrich Vetten zuzuschreiben. Auch hier verzögerte sich die Fertigstellung, dieses Mal allerdings durch eine Erkrankung Jenners. Nach Jenners Tod 1732 wurde der Altar von Vetten im Jahre 1733 vollendet, der die Witwe Jenners geheiratet hatte. Die Einweihung erfolgte am 9. Mai 1734 durch eine Predigt des Generalintendanten Stiffer, der hierfür 12 Taler erhielt.
Der Altar wurde von seiner ursprünglichen Stelle nicht nur verlegt, sondern in zwei Teile zerlegt und Teile des Altars befinden sich heute (2008) im südlichen Seitenschiff.

## Weitere Werke

### Grabmäler
- Grabtafel, die der braunschweigische Infanterie-Oberstleutnants Christoph von Werthern seiner Frau Anna Elisabeth († 17. Februar 1703) in der Andreaskirche mit 18 Ahnenwappen hat anbringen lassen.
- Grabdenkmal des Kanzlers Philipp Ludwig Probst von Wendhausen († 1718) im Braunschweiger Dom
- Grabdenkmal des Generalmajors Johann Caspar von Völcker († 10. September 1730) und dessen Frau Anna Catharina im Braunschweiger Dom
- Grabmal des Domherrn und Geheimrat Julius Basilius Pape († 10. September 1727) im Braunschweiger Dom
- Grabmal das Oberst Jacob Rhetz († 12. Mai 1719) in der Katharinenkirche aus Alabaster
- Grabmal des Oberst Simon Haken († 19. Februar 1711) in der Katharinenkirche aus Holz
- Grabmal des preußischen Generalmajors Georg Joachim von der Wense († 3. August 1725 in Mecklenburg) aus Holz und einem hölzernen Sarkophag, in Hattorf in der evangelischen Kirche beigesetzt am 17. Februar 1726
- Grabmal des Kaufmanns Heinrich Christian Schönermark († 19. November 1729) und seiner Frau Anna Sophie Gösner († 16. April 1719)
- Grabmal des fürstlichen Amtsschreibers Friedrich Moritz zu Wrisbergen († 3. April 1719) auf der Südseite der Katharinenkirche
- Grabmal des Pastors Heinrich Petri für dessen drei Töchter, sowie den Sohn seiner Schwester Theodor Johannes Bentheim († 1715)
- Grabmal des Klosterrats Johannes Justus Voigt († 17. Juli 1724) in der Klosterkirche Riddagshausen
- Grabmal von Julius Gottfried Schlüter und für dessen Frau Anna Sophie, geb. Ridder († 3. März 1729) auf dem Martinifriedhof

Ferner entsprechen weitere kleinere Grabmäler und Grabdenkmäler in Braunschweig seinem Stil. Jenner führte des Weiteren einfache Steinmetzarbeiten aus, wie z. B. einen Stein mit Inschrift und Einfassung oder die Erneuerung einer Inschrift, die belegt sind.

### Büsten, Taufständer, Tore, Treppen
- Büste für das Schloss Salzdahlum bei Wolfenbüttel (1729) aus Alabaster
- Bildnisrelief des Geheimrats von Imhof († 21. Juli 1717) blieb als einziges der Epitaphe aus der Barockzeit der Nikolaikirche nach einer Instandsetzung der Außenwände 1873 erhalten
- Taufständer in der Kirche von Gittelde aus Holz
- Treppenbrüstung des Herzoglichen Zeughauses, früher Paulinerkirche (1712)
- Torgiebelausstattung der Augustmittelschule (1711)
- Torgiebelausstattung in der Neuen Straße 26 aus Holz
- Torgiebelausstattung des ehemaligen Hotel d’ Angleterre in der Breiten Straße 18 (1716)